# Кінгстаун (Вірджинія)
Кінгстаун (англ. Kingstowne) — переписна місцевість (CDP) в США, в окрузі Ферфакс штату Вірджинія. Населення — 16 825 осіб (2020).

## Географія
Кінгстаун розташований за координатами 38°45′44″ пн. ш. 77°8′40″ зх. д. / 38.76222° пн. ш. 77.14444° зх. д. (38.762311, -77.144392).  За даними Бюро перепису населення США в 2010 році переписна місцевість мала площу 7,52 км², з яких 7,41 км² — суходіл та 0,11 км² — водойми.

## Демографія
Згідно з переписом 2010 року, у переписній місцевості мешкало 15 556 осіб у 6746 домогосподарствах у складі 3979 родин. Густота населення становила 2068 осіб/км².  Було 7048 помешкань (937/км²).
Расовий склад населення:
| - 62,8 % — білих - 16,9 % — чорних або афроамериканців - 13,0 % — азіатів - 0,3 % — корінних американців - 2,2 % — осіб інших рас |

До двох чи більше рас належало 4,7 %. Частка іспаномовних становила 9,0 % від усіх жителів.
За віковим діапазоном населення розподілялося таким чином: 22,0 % — особи молодші 18 років, 71,5 % — особи у віці 18—64 років, 6,5 % — особи у віці 65 років та старші. Медіана віку мешканця становила 37,4 року. На 100 осіб жіночої статі у переписній місцевості припадало 88,1 чоловіків;  на 100 жінок у віці від 18 років та старших — 85,1 чоловіків також старших 18 років.
Середній дохід на одне домашнє господарство  становив 139 538 доларів США (медіана — 123 087), а середній дохід на одну сім'ю — 152 008 доларів (медіана — 134 837). Медіана доходів становила 95 552 долари для чоловіків та 76 897 доларів для жінок. За межею бідності перебувало 2,3 % осіб, у тому числі 1,3 % дітей у віці до 18 років та 1,4 % осіб у віці 65 років та старших.
Цивільне працевлаштоване населення становило 9241 осіб. Основні галузі зайнятості: науковці, спеціалісти, менеджери — 22,4 %, публічна адміністрація — 20,8 %, освіта, охорона здоров'я та соціальна допомога — 17,4 %.